# Stud
Unter dem Begriff Stud Poker [ˈstʌd poːkɐ] versteht man alle Pokervarianten, bei denen ein Spieler einige offene und verdeckte Karten erhält.
Eine weitere Eigenschaft dieser Variante ist, dass die Position desjenigen, der eine Runde eröffnet, oft wechselt. Die Karten, die ein Spieler verdeckt erhält, sind die Hole Cards.

## Varianten
- Five Card Stud
- Seven Card Stud
- Tropical Stud
- Razz
- Seven Card Stud high-low